# 第一衛材
第一衛材株式会社（だいいちえいざいかぶしきがいしゃ、英: Daiichieizai Co.,Ltd.、）は、香川県観音寺市に本社を置く、生理用ナプキン、ペットシーツ、医療介護用おむつなどを製造するメーカー。※正式には第一衛材の「第」は「㐧」

## 概要
くらしや産業の中から生じる不要な液体や気体を吸収する商品を開発し、製造・販売する。大人用紙おむつ、生理用ナプキン、介護用シーツ、ペットケア用品（マナーおむつ、ペットシーツ）、食品価値を維持する鮮度保持シートや、作業現場の衛生的環境を保つ汚れ防止シート、海難事故での油流出を防ぐ油吸着シートなど、様々な場面でお客様の要望に応えられる独自の吸収体を開発。

## 沿革
- 1965年（昭和40年）- 第一衛材株式会社が創業。星川元一が代表取締役社長に就任
- 1967年（昭和42年）- 本社工場増設
- 1968年（昭和43年）- 山本工場新設。業界初の封入型生理用ナプキン「スターナップ」を発売
- 1969年（昭和44年）- 大人用紙おむつ「スター紙おむつ」発売
- 1977年（昭和52年）- ペット用トイレシーツの生産開始
- 1978年（昭和53年）- 国内第1号の高吸収ポリマー仕様の生理用ナプキンを発売
- 1985年（昭和60年）- 自動倉庫導入
- 1990年（平成2年）- 介護ブランド「フリーネ」発売
- 1994年（平成6年）- 星川光宏が代表取締役社長に就任。海上用油吸収着材の「国土交通省型式認定」取得。大人用尿取りパッドを発売
- 2001年（平成13年）- 産業資材ブランド「サンサーランド」発売
- 2004年（平成16年）- ペット用尿パッド、ペット用生理用ナプキンを発売
- 2005年（平成17年）- 産業資材ブランド「C&F」発売
- 2007年（平成19年）- ペット用パッド装着専用ホルダーを発売
- 2008年（平成20年）- ペットブランド「P.one」発売
- 2008年（平成20年）- 尿閉じ込めパット発売
- 2009年（平成21年）- 岐阜工場開設
- 2010年（平成22年）- 男性用袋状尿パッドを発売。ペット用おむつを発売。国内最大級200cm×90cmサイズ吸収シートを発売。
- 2011年（平成23年）- 成犬用ベルトタイプ紙おむつ発売（男の子用）。国内初となる敏感肌用生理用ナプキン「コットン100」を発売
- 2012年（平成24年）- 愛知、大阪、岡山、福岡を物流拠点とした3PLを開始
- 2015年（平成27年）- 創立50周年。本社新社屋完成
- 2017年（平成29年）- 山本工場リニューアル。葬儀ブランド「しらゆり」発売。医療ブランド「ドクターズ.one」発売。産業資材ブランド「防災人」発売。経済産業省から地域未来牽引企業に選定
- 2019年（令和元年）- フェミニンブランド「CHÉRICOT」発売。日本初全面コットンナプキン発売
- 2020年（令和2年）-「ドクターズ.one　ポータブルトイレシート　使い捨てタイプ」発売
- 2021年（令和3年）-「P-one男の子のためのマナーホルダー Active」「P-one　男の子＆女の子用マナーパッド Active」発売